# Ricardo Jiménez de Alba
Ricardo Adán Jiménez de Alba (Guadalajara, Jalisco, 17 de noviembre de 1984) es un futbolista mexicano que juega en la posición de defensa y se encuentra sin equipo. Canterano del club Atlas FC de la Primera División de México. Ha disputado 31 encuentros en su carrera profesional, siendo titular en 19 de ellos.  

## Clubes
| Club     | País   | Año         | Goles |
| -------- | ------ | ----------- | ----- |
| Jaguares | México | 2006 - 2006 | 0     |
| Atlas    | México | 2006 - 2012 | 1     |
| Atlante  | México | 2012 -      |       |

Estadística Mediotiempo (enlace roto disponible en Internet Archive; véase el historial, la primera versión y la última).
- Datos: Q7322681